# 札幌市立あやめ野中学校
札幌市立あやめ野中学校（さっぽろしりつ あやめのちゅうがっこう）は、北海道札幌市豊平区月寒東3条11丁目にある市立中学校。

## 沿革
- 1989年 - 札幌市立月寒中学校、札幌市立東月寒中学校から分割し開校。

## 部活動
- 野球部
- 男子バスケットボール部
- 女子バスケットボール部
- 男子バドミントン部
- 女子バドミントン部
- ウィンドアンサンブル部[1]

## 学区
月寒中央通7丁目（6番～8番）、月寒中央通8丁目（3番～4番）、月寒中央通9丁目（3番）、月寒中央通10丁目（3番～6番）、月寒中央通11丁目（4番～7番）、月寒東1条7丁目～13丁目、月寒東2条8丁目～12丁目、月寒東2条13丁目（1番～2番　4番～5番）、月寒東3条8丁目～10丁目、月寒東3条11丁目（1番　3番　15番）、月寒東4条8丁目～11丁目、月寒東5条8丁目～14丁目

## 主な有名人
- 宮永雄太 - バスケットボール選手
- 小松秀平 - プロバスケットボール選手（新潟アルビレックス所属

## 遺跡
- T151遺跡